# Movimento per la fede tedesca

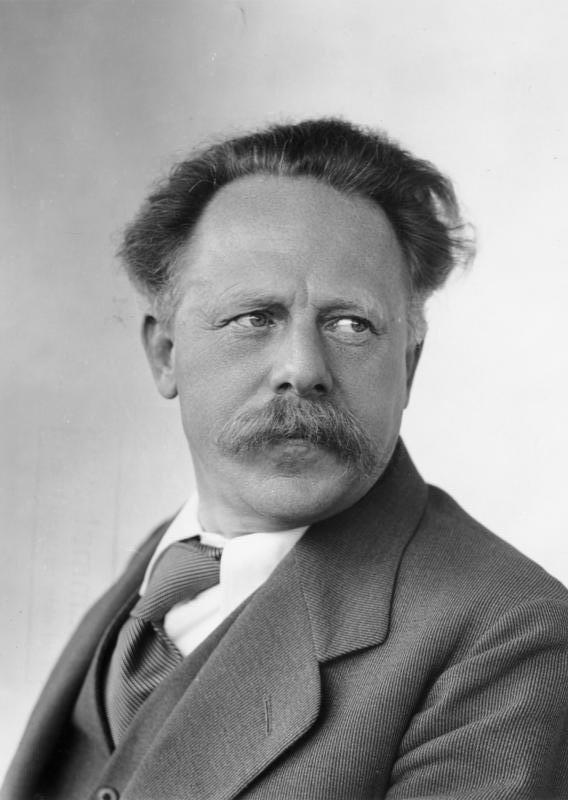
Jakob Wilhelm Hauer, fondatore del Movimento per la fede tedesca

Il Movimento per la fede tedesca (Deutsche Glaubensbewegung: DGB) fu un'organizzazione religiosa attiva in Germania negli anni del Terzo Reich. 

## L'organizzazione
Fondata nel 1933 e capeggiata da Jakob Wilhelm Hauer (1881-1962), docente presso l'Università di Tubinga, la DGB auspicava l'avvento in Germania di una nuova religiosità non cristiana basata su una “esperienza immediata” di Dio e sulla rivalutazione della spiritualità indo-aria e germanica. I membri del Movimento basavano infatti la loro dottrina religiosa non sulle scritture bibliche, ma su una combinazione di fonti letterarie indù (Hauer aveva svolto attività missionaria in India e aveva subito l'influenza di testi come il Bhagavad Gita) e antico-germaniche. L'intento dell'organizzazione era infatti quello di fondare una nuova “fede tedesca” che traesse la sua forza dalla storia e dalle tradizioni delle antiche comunità germaniche e indo-ariane.
Il Movimento proponeva dunque ai suoi membri un'intensa vita comunitaria, basata sulla rivalutazione delle feste e delle consuetudini degli antenati germanici del Volk tedesco. Come spiega lo storico Franco Cardini: «il Movimento per la fede tedesca scelse a suo simbolo una ruota solare dorata su fondo azzurro e si dette una complessa organizzazione paraliturgica ispirata in parte alle cerimonie cattoliche, in parte a suggestioni giacobine (il “calendario agricolo” proposto dal movimento al Führer assomigliava molto a quello della Rivoluzione francese). I tre colori “ariani” (il bianco, l'oro, l'azzurro) furono i colori liturgici dei paramenti di questa “Chiesa tedesca” che conosceva cerimonie lustrali simili al battesimo e consacrazioni paraecclesiastiche come quelle nuziali, celebrate dinanzi a un altare sul quale erano una spada e una copia del Mein Kampf».
Forte di un numero cospicuo di associati, che raggiunse il numero di 200.000 negli anni successivi alla presa del potere da parte dei nazionalsocialisti, il Movimento, che pubblicava una propria rivista mensile dal titolo «Deutscher Glaube», si vide riconosciuto dallo Stato hitleriano uno status di confessione religiosa analogo a quello delle due principali confessioni cristiane del Paese (la luterana e la cattolica). Benché tra i suoi aderenti vi fossero diversi esponenti di basso e medio rango del Partito nazionalsocialista, i tentativi del Movimento di imporre la propria visione spirituale come concezione religiosa “ufficiale” del regime hitleriano non ebbero alcun successo. A metà degli anni trenta, invece, l'irritazione di esponenti nazionalsocialisti di fede luterana e cattolica per i ripetuti attacchi al cristianesimo e la volontà di Hitler di preservare la natura “sovraconfessionale” del Partito, spinsero le autorità del Reich a imporre una serie di limiti e divieti all'attività del Movimento. Al fine di evitare ogni forma di conflitto religioso in Germania e nella consapevolezza che vasti strati della popolazione tedesca avrebbero appoggiato senza riserve il regime purché non fossero state offese e violate le loro convinzioni religiose cristiane, diversi gruppi paganeggianti che avevano in precedenza goduto del sostegno del Partito furono infatti sottoposti a misure restrittive. Così al Movimento per la fede tedesca fu esteso il divieto di tenere riunioni e conferenze pubbliche imposto nel 1935, dalla Gestapo della Baviera, al Tannenbergbund, il gruppo neopagano fondato dal generale Erich Ludendorff. E sempre nel 1935 il Reichsführer Heinrich Himmler proibiva ai membri delle SS di prendere parte, in veste di dirigenti, a organizzazioni di carattere religioso, tra le quali era incluso lo stesso Movimento per la fede tedesca.

## Cinematografia dell'Olocausto
- La croce e la svastica, regia di Giorgio Treves. Autori: Luca Scivoletto e Giorgio Treves, durata 104 min. - Italia, Francia, 2022[4].